# Torrenticola simulans
Torrenticola simulans är en kvalsterart som först beskrevs av Marshall 1933.  Torrenticola simulans ingår i släktet Torrenticola och familjen Torrenticolidae. Inga underarter finns listade i Catalogue of Life.